# Liste der Kulturdenkmäler in Beilstein (Mosel)
In der Liste der Kulturdenkmäler in Beilstein sind alle Kulturdenkmäler der rheinland-pfälzischen Ortsgemeinde Beilstein aufgeführt. Grundlage ist die Denkmalliste des Landes Rheinland-Pfalz (Stand: 21. September 2023).

## Denkmalzonen
| Bezeichnung                                      | Lage | Baujahr         | Beschreibung | Bild                           |
| ------------------------------------------------ | --- | --------------- | --- | ------------------------------ |
| Denkmalzone „Historischer Ortsbereich Beilstein“ | Alte Wehrstraße 19–27, Auf dem Teich 3, Bachstraße 39–53, Fürst-Metternich-Straße 5–7, 16, 17, 28, 31, Klosterberg, Klostertreppe 29–31, 39, Marktplatz 1, 3, 34–36, Moselstraße 1–4, Schloßstraße 37, 37a, 38, 53, 54, Weingasse 8–15 Lage |                 | überlieferter historischer Ortsgrundriss mit mittelalterlicher Straßenführung und Stadtmauerresten mit erhaltenen Stadtmauertoren und -türmen; intakte Dorfsilhouette mit ortsbildprägender Moselfront, Burg und Klosterkirche als Landmarken sowie nördlich anschließendem Weinberg als erhaltenswerter Grünfläche; selten dichter Baubestand spätmittelalterlicher und barocker Wohngebäude, hier insbesondere zweigeschossige, schmuckhafte Fachwerkhäuser in Mischbauweise des 18. Jahrhunderts; Schieferbruchsteinbauten des 19. und 20. Jahrhunderts; erhaltene historische Dachlandschaft mit schiefergedeckten Sattel- und Mansard(walm)dächern; Winzerhäuser in Mischnutzung und historischer Weinberg als Zeugnisse der örtlichen Wirtschaftsgeschichte | Fotos hochladen                |
| Denkmalzone Burgruine Metternich                 | südlich des Ortes Lage | vor 1268        | 1268 erwähnt, 1689 zerstört; Bergfried um 1200, Südwest-Rundturm aus dem 14. Jahrhundert, Keller eines Gebäudetrakts, Teile von Palas und Nebengebäuden, Vorburg mit Rundturm, Mauer zur Stadt, Außentor, Ring- und Zwingermauer | weitere Bilder Fotos hochladen |
| Denkmalzone Jüdischer Friedhof                   | südlich des Ortes auf dem Südrücken des Burgbergs Lage | 17. Jahrhundert | im 17. Jahrhundert angelegt, 104 Grabsteine, Stelentyp | weitere Bilder Fotos hochladen |

## Einzeldenkmäler
| Bezeichnung                                      | Lage                                                                          | Baujahr                           | Beschreibung | Bild                                    |
| ------------------------------------------------ | ----------------------------------------------------------------------------- | --------------------------------- | --- | --------------------------------------- |
| Ortsbefestigung                                  |                                                                               | Anfang des 14. Jahrhunderts       | Anfang des 14. Jahrhunderts begonnen, ursprünglich mit der Burg verbunden, mit fünf Toren und mit Türmen; erhalten zwei Rundtürme: an der Südwestecke (Moselstraße 3/4) und an der Nordwestecke (Alte Wehrstraße 19); zwei überbaute Tore (Alte Wehrstraße und Bachstraße 39) | Direkt Bild zu diesem Denkmal hochladen |
| Stadtmauertor                                    | Alte Wehrstraße Lage                                                          |                                   | Stadtmauertor, darüber Bruchsteinhaus | Fotos hochladen                         |
| Wohnhaus                                         | Alte Wehrstraße 19 Lage                                                       |                                   | Mansarddachbau mit rundem, mit Fachwerkbau überbautem Turmstumpf, im Kern spätmittelalterlich, Umbau im 18. Jahrhundert | weitere Bilder Fotos hochladen          |
| Weinbergpavillon                                 | Alte Wehrstraße, zu Nr. 22 Lage                                               | 18. Jahrhundert                   | Weinbergpavillon, barock, 18. Jahrhundert; bauliche Gesamtanlage aus Bruchsteinhaus, 19. Jahrhundert, Garten und Pavillon | Fotos hochladen                         |
| Wohnhaus                                         | Bachstraße 32 Lage                                                            | 18. Jahrhundert                   | dreigeschossiges Fachwerkhaus, teilweise massiv, 18. Jahrhundert | Fotos hochladen                         |
| Stadtmauertor                                    | Bachstraße, an Nr. 39 Lage                                                    |                                   | Torbogen der Stadtmauer | Fotos hochladen                         |
| Wohnhaus                                         | Bachstraße 50 Lage                                                            | 18. Jahrhundert                   | Mansarddachbau, teilweise Fachwerk, 18. Jahrhundert | Fotos hochladen                         |
| Wohnhaus                                         | Fürst-Metternich-Straße 28 Lage                                               | 1757                              | Krüppelwalmdachbau, teilweise Fachwerk, bezeichnet 1757 | BW                                      |
| Haus Sausen                                      | Fürst-Metternich-Straße 37 Lage                                               | 1726                              | dreigeschossiger Krüppelwalmdachbau, teilweise Fachwerk, verschiefert, bezeichnet 1726 | BW                                      |
| Wohnhaus                                         | Im Mühlental 17 Lage                                                          | um 1800                           | Krüppelwalmdachbau, teilweise Fachwerk, um 1800 | BW                                      |
| Wohnhaus                                         | Klostertreppe 29 Lage                                                         | 1757                              | Mansarddachbau, teilweise Fachwerk, bezeichnet 1757 | Fotos hochladen                         |
| Haus Ekartz                                      | Klostertreppe 30 Lage                                                         | 1714                              | dreigeschossiger Krüppelwalmdachbau, teilweise Fachwerk, verschiefert, bezeichnet 1714 | weitere Bilder Fotos hochladen          |
| Wohnhaus                                         | Klostertreppe 31 Lage                                                         | 1726                              | Krüppelwalmdachbau, teilweise Fachwerk, bezeichnet 1726 | BW                                      |
| Wohnhaus                                         | Klostertreppe 39 Lage                                                         | 1747                              | Fachwerkhaus, teilweise massiv, bezeichnet 1747, 1761 und 1826 | weitere Bilder Fotos hochladen          |
| Karmeliterkirche St. Josef und Karmeliterkloster | Klosterstraße 55 Lage                                                         | ab 1691                           | dreischiffige Hallenkirche, 1691 begonnen, bezeichnet 1738, Entwurf Frater Franz Wynant, Kloster Springiersbach; bauliche Gesamtanlage mit Klostergebäuden, Friedhof und ummauertem Klosterbezirk; Klostergebäude/Pfarrhaus: Putzbauten, 1686–92, bezeichnet 1687 (Kellerportal); Klostertreppe 56: barocker Pavillon; auf dem Friedhof drei Grabkreuze, 1663, 18. Jahrhundert, 19. Jahrhundert, neugotisches Grabkreuz, 1887 | weitere Bilder Fotos hochladen          |
| Zehnthaus                                        | Marktplatz ohne Nummer Lage                                                   | 1537                              | Bruchsteinbau mit polygonalem Treppenturm, Krüppelwalmdach, 1537, Umbau bezeichnet 1759 | weitere Bilder Fotos hochladen          |
| Alte Schule                                      | Marktplatz 1 Lage                                                             | ab dem 16. Jahrhundert            | ehemalige katholische Pfarrkirche St. Christophorus; Saalbau, bezeichnet 1732, mit Bauteilen des 16. Jahrhunderts, Portal bezeichnet 1578; Brunnen, 19. Jahrhundert | weitere Bilder Fotos hochladen          |
| Metternicher Hof                                 | Marktplatz 3 Lage                                                             | 1727                              | dreigeschossiger abgewalmter Mansarddachbau, teilweise Fachwerk, bezeichnet 1727 und 1770 | weitere Bilder Fotos hochladen          |
| Wohnhaus                                         | Marktplatz 34 Lage                                                            | 18. Jahrhundert                   | Mansarddachbau, teilweise Fachwerk, 18. Jahrhundert; gusseiserne Pumpe, 19. Jahrhundert | weitere Bilder Fotos hochladen          |
| Wohnhaus                                         | Marktplatz 35 Lage                                                            | um 1800                           | dreigeschossiger Putzbau mit Fachwerkobergeschoss, um 1800 | BW                                      |
| Altes Zollhaus                                   | Moselstraße ohne Nummer Lage                                                  | 1634                              | abgewalmter Mansarddachbau, teilweise Fachwerk, früher bezeichnet 1634, Umbau (?) im 18. oder frühen 19. Jahrhundert | weitere Bilder Fotos hochladen          |
| Gasthof „Zur Burg“                               | Moselstraße 1 Lage                                                            |                                   | Mansarddachbau, Treppengiebel; Zeltdachturm der Ortsbefestigung; barocker Anbau | Fotos hochladen                         |
| Amtshaus                                         | Moselstraße 2 Lage                                                            | 17. oder 18. Jahrhundert          | Massivbau, teilweise gekuppelte Fenster, 17. oder 18. Jahrhundert (?) | BW                                      |
| Wohnhaus                                         | Moselstraße 2a Lage                                                           | 18. Jahrhundert                   | Mansarddachbau, 18. Jahrhundert | BW                                      |
| Wohnhaus                                         | Moselstraße 3/4 Lage                                                          | 18. Jahrhundert                   | Nr. 3 Putzbau, im Kern wohl spätmittelalterlich, barock überformt, 18. Jahrhundert; Nr. 4 Mansarddachbau, 18. Jahrhundert | BW                                      |
| Wegekapelle                                      | Schloßstraße Lage                                                             | 17. Jahrhundert                   | offene Kapelle, 17. Jahrhundert; barocke Steinmadonna | BW                                      |
| Wohnhaus                                         | Schloßstraße 37 Lage                                                          | 18. Jahrhundert                   | dreigeschossiger Bruchsteinbau, 18. Jahrhundert | BW                                      |
| Wohnhaus                                         | Schloßstraße 38 Lage                                                          | 19. Jahrhundert                   | Bruchsteinbau, 19. Jahrhundert | Fotos hochladen                         |
| Türblatt                                         | Schloßstraße, an Nr. 56 Lage                                                  | erste Hälfte des 19. Jahrhunderts | klassizistisches Türblatt, erste Hälfte des 19. Jahrhunderts | BW                                      |
| Wohnhaus                                         | Weingasse 8/9 Lage                                                            | 18. Jahrhundert                   | Mansarddachbau, teilweise Fachwerk, 18. Jahrhundert | Fotos hochladen                         |
| Schildgiebelwand                                 | Weingasse, an Nr. 10 Lage                                                     | 15. oder 16. Jahrhundert          | Rückwand als Schildgiebelwand, gotische Fenster, im Kern wohl aus dem 15. oder 16. Jahrhundert | BW                                      |
| ehemalige Synagoge                               | Weingasse 12 Lage                                                             | 18. oder 19. Jahrhundert          | dreigeschossiger Bruchsteinbau, 18. oder 19. Jahrhundert | weitere Bilder Fotos hochladen          |
| Wohnhaus                                         | Weingasse 13 Lage                                                             | 18. oder 19. Jahrhundert          | dreigeschossiger Mansarddachbau, teilweise Fachwerk, 18. oder 19. Jahrhundert | Fotos hochladen                         |
| Dreikreuzkapelle                                 | südlich des Ortes oberhalb der Burg, in der Nähe des jüdischen Friedhofs Lage | 1652                              | Kapelle, Saalbau, 1652; davor zwei Kreuze, 18. oder 19. Jahrhundert und 1942; in der Weinbergsmauer zwei Sandsteinreliefs von den sieben Fußfällen | weitere Bilder Fotos hochladen          |